# Steropes (geslacht)
Steropes is een geslacht van kevers van de familie snoerhalskevers (Anthicidae).

## Soorten
- S. caspius Steven, 1806
- S. hungaricus Hampe, 1873
- S. latifrons Sumakov, 1908
- S. obscurans Pic, 1894
- S. pici Abdullah, 1966
- S. popei Abdullah, 1966